# Hylaeus huselus
Hylaeus huselus är en biart som först beskrevs av Cockerell 1910.  Hylaeus huselus ingår i släktet citronbin, och familjen korttungebin. Inga underarter finns listade i Catalogue of Life.

## Bildgalleri

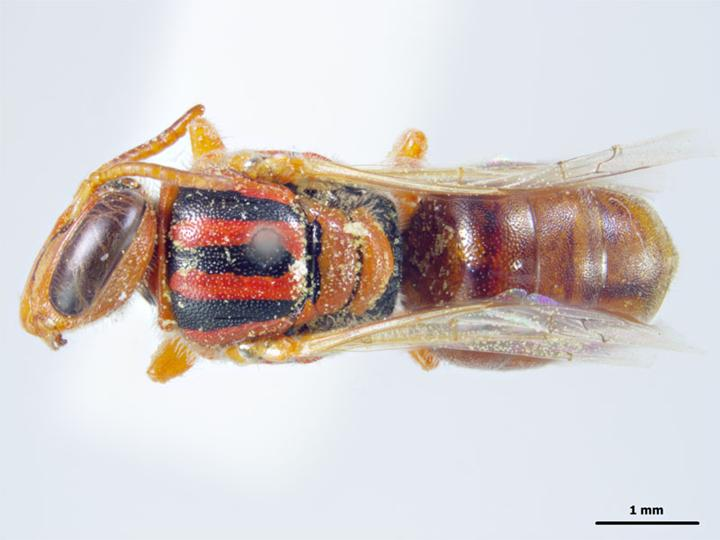
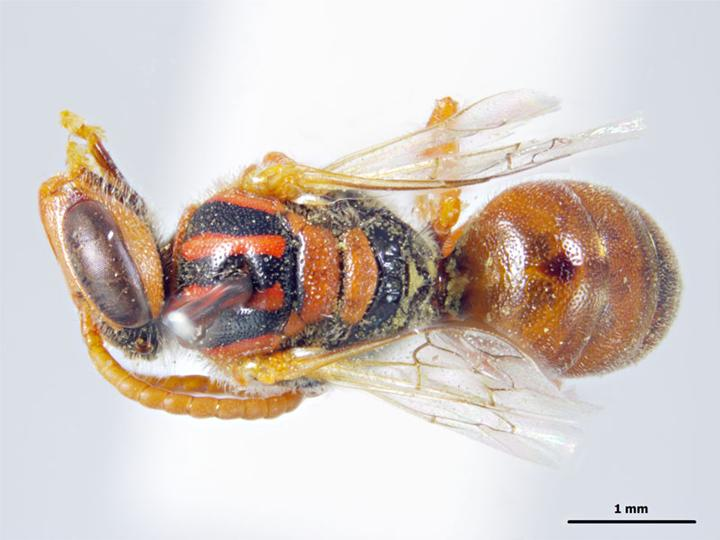